# 半絶縁性基板
半絶縁性基板（はんぜつえんせいきばん、英語: semi-insulating substrate）とは、ヒ化ガリウムやリン化インジウム等の化合物半導体において、不純物を含まない（ドーピングされていない）基板において、高抵抗（比抵抗：数MΩ/□）を示すことを言う。化合物半導体が高周波素子の作成に有利な理由は、高い電子移動度を持っているだけでなく、基板がこの様に高抵抗を示し、リーク電流や対地容量を抑えることが可能であることが大きい。

## 半絶縁性のメカニズム
基板が半絶縁性を示す理由は基板中の深い準位が原因である。ヒ化ガリウムの場合、伝導帯から0.7eV付近にEL2と呼ばれる深い準位が存在し、これが高抵抗の原因となっている。この深い準位の原因は、完全に判明しているとはいえないが、一番有力な説は、構成する原子のアンチサイト欠陥である。アンチサイトは、化合物半導体で使用される構成原子の一部が、結晶中の本来の位置でなく、他の元素が入るべき位置に入ってしまう現象のことである（例：ヒ化ガリウムの場合、ガリウム原子がヒ素原子が入るべき位置に入ってしまう現象）。